# Conicophoria formosana
Conicophoria formosana är en fjärilsart som beskrevs av Matsumura 1929. Conicophoria formosana ingår i släktet Conicophoria och familjen nattflyn. Inga underarter finns listade i Catalogue of Life.